# Puerto Tejada
Puerto Tejada é um município da Colômbia, localizado no departamento de Cauca.